# Natalia Iguiñiz
Natalia Iguiñiz Boggio (Lima, 29 de abril de 1973) es una artista plástica, docente y activista política peruana. 
En sus intervenciones en espacios públicos trató los temas de identidad de género, feminismo, derechos humanos y maternidad. Formó parte de los colectivos La Perrera con Sandro Venturo y Colectivo Sociedad Civil con otros artistas plásticos peruanos. 
Actualmente es docente en la Facultad de Arte de la Pontificia Universidad Católica del Perú.

## Estudios
Hija de Manuel Iguiñiz Echevarría y María Rosa Boggio Carrillo.
Estudió Artes Plásticas en la Pontificia Universidad Católica del Perú y se graduó en el año 1995 en la especialidad de Pintura. Obtuvo su Licenciatura con la tesis "Retrato y victoria" bajo la licencia del crítico Jorge Villacorta y el fotógrafo Antonio Ramos. 
Es egresada de la Maestría de Género, Sexualidad y Políticas Públicas en la Universidad Nacional Mayor de San Marcos. Ha participado en talleres de cerámica, dibujo, fotografía, diseño gráfico y teoría e historia del arte.

## Carrera
Sus últimas exposiciones se han centrado en el tema de la maternidad. De acuerdo a lo que Iguiñiz señala en una entrevista, la primera exposición de esa serie estuvo enfocada en el dilema de ser o no ser madre para cuestionar el mandato cultural de ser madre para ser mujer. La segunda muestra tenía que ver con la experiencia física, biológica y corporal implicadas en el hecho de ser madre: el parto y la crianza. En la última exposición de esta serie, la artista realizó una curaduría colectiva en la que reunió los trabajados de los artistas Abel Valdivia, Doña María, Wilma Ehni, Christian Bendayán, Valeria Ghezzi, Jaime Higa, Andrea Francke, Milagros de la Torre, Jon Iguiñiz Irun, Bastian Bestia, Mona Herbe, Sylvia Fernández, Ralph Bauer, Pati Camet, Angelo Danilo Guardia Nanetti, Santiago Salvador Buntinx Torres y Haroldo Higa.
En 1999 se asoció con Sandro Venturo para crear el colectivo "laperrera" con el cual realizaron diversas intervenciones en el espacio público reflexionando en torno a temas como el género, la identidad nacional y coyunturas propias de la política peruana. Destacó la intervención Perrahabl@. En esta intervención pegaron afiches en la ciudad de Lima en los que se leían mensajes como: “si caminas por la calle y te dicen perra, tienen razón porque te pusiste una falda muy corta y traicionera”; “si dos chicos dicen que eres una perra, tú te lo has buscado por calentar a uno de ellos o a los dos”; “si tu ex te dice perra está en su derecho: está dolido porque lo dejaste”, con la imagen de un can y un correo electrónico: hablaperra arroba hotmail punto com.
Sobre esta obra, el crítico de arte peruano Luis Lama ha comentado que la artista había logrado armar una de las grandes revueltas de la década de los noventa porque con esa intervención se recuperó la capacidad que tiene el arte de indignar, de no hacernos permanecer indiferentes.
Por otro lado, con el Colectivo Sociedad Civil realizó intervenciones públicas como el lavado de la bandera todos los viernes al mediodía durante los últimos cinco meses que duró el último gobierno del presidente Alberto Fujimori Fujimori.

## Exposiciones
Ha participado en diversas exposiciones colectivas e intervenciones urbanas, entre ellas: Mujeres. Galería Signos (1996), Desnudos. Galería Bohemia (1997), Perrahabl@. Calles de Lima. Colectivo La Perrera (1999), Mirada de Mujer. Centro Cultural Inca Garcilaso del Ministerio de Relaciones Exteriores del Perú (2009) y Pequeñas Historias de Maternidad 3. Sala Luis Miró Quesada Garland. Municipalidad de Miraflores, Lima, Perú (2015).
Entre sus exposiciones individuales se encuentran:
- La pérdida / La perdida. Galería Forum (1998).
- La otra. Chunniqwasi / Periodo 1980 - 2000. Galería Forum, Lima Perú (2001).
- Patria. Galería Pancho Fierro, Lima Perú (2001).
- COM.PE. Casa de América, Madrid España (2001).
- Pequeñas Historias de Maternidad 1. Galería Forum, Lima, Perú (2005).
- Pequeñas Historias de Maternidad 2. Sala Raúl Porras Barrenechea. Centro Cultural Ricardo Palma, Lima, Perú (2008).
- Gráfica para la Acción. Galería Ojo Ajeno. Centro de la Imagen, Lima, Perú (2013).
- Pequeñas Historias de Maternidad 3. Sala Luis Miro Quesada Garland, Lima, Perú (2015).

## Premios
- 1995. Premio Estímulo "Adolfo Winternitz. Facultad de Arte. PUCP.
- 1995. Premio de Pintura a la mejor obra de la promoción 1995. Facultad de Arte. PUCP.
- 1996. Segunda Mención Honrosa. Concurso "Estímulo al Arte Joven". Galería 2VS.
- 1996. Primer Premio. Concurso "Nuevos Artistas". Banco de Crédito del Perú.
- 1997. Primer Concurso de Artes Plásticas "Patronato de Telefónica".[6]

## Publicaciones
- Artículo "La rabia", 2020. En Pachakuti Feminista. (pp. 89 - 97). LIMA. Grupo Editorial Caja Negra.[7]